# Carex muriculata
Espèce
Classification phylogénétique
Carex muriculata est une espèce des plantes du genre Carex et de la famille des Cyperaceae.